# Keith Wiegard
Keith Wiegard (Melbourne, 7 gennaio 1938 – 17 dicembre 1992) è stato un pallanuotista e calciatore australiano.
Ha esordito dapprima come calciatore nella Australian Football League, giocando per i "Fitzroy Football Club". Dopo un incidente di auto, in cui si è lesionato il ginocchio, si è concentrato sulla pallanuoto, con la quale ha rappresentato l'Australia, alle Olimpiadi di Roma 1960.
Dopo l'esperienza olimpica, torna a dedicarsi al calcio, sempre al Fitzroy nel 1961, disputando però solo altre tre partite, ritirandosi definitivamente.
Tuttavia è stato successivamente presidente del club dal 1981 al 1984.
Era il fratello di Leon Wiegard, anch'esso pallanuotista olimpico.